# Joost Sneller
Joost Caspar Sneller (Haarlem, 24 juli 1982) is een Nederlands politicus namens D66. Hij heeft in de Tweede Kamer der Staten-Generaal de portefeuille binnenlandse zaken, justitie, drugs, democratische vernieuwing, algemene zaken en Koninklijk Huis. 
Sneller was persoonlijk medewerker van Kamerlid Lousewies van der Laan en gedurende verschillende periodes aan de Tweede Kamerfractie van D66 verbonden als beleidsmedewerker en zowel ambtelijk als politiek secretaris. Hij was directeur van de Mr. Hans van Mierlo Stichting. Op 31 oktober 2017 werd Sneller geïnstalleerd als lid van de Tweede Kamer der Staten-Generaal.
Mpanzu Bamenga · Rob Jetten · Jan Paternotte · Wieke Paulusma · Anne-Marijke Podt · Ilana Rooderkerk · Joost Sneller · Hans Vijlbrief · Hanneke van der Werf
- Parlement.com: vk7an8kqjstn